# Alejandra Laborda
Alejandra Laborda es una futbolista uruguaya que juega de delantera, internacional con su Selección.

## Trayectoria
Inició su carrera en Danubio en 1997, en el primer torneo oficial femenino del país. Al año siguiente pasó a Rampla Juniors. Con este equipo ganó los campeonatos de 1998, 1999, 2001, 2002, 2003, 2004, 2005, 2006 y 2008. En todos esos campeonatos hizo al menos un gol, y fue la máxima goleadora en 1998, 2001, 2006 y 2007. En 2009 hizo 8 goles en un partido en dos ocasiones y participó en la primera Copa Libertadores Femenina, donde hizo un gol. Al final de esa temporada llevaba 219 goles convertidos por liga
(14 en Danubio, el resto en Rampla).
En 2010 Rampla dejó de participar en el torneo femenino, por lo que Laborda se fue a River Plate, donde consiguió un subcampeonato y jugó una Copa Libertadores, convirtiendo dos goles. En 2011 River no participó del torneo.
La temporada 2012 la jugó en Peñarol, que presentaba por primera vez un equipo femenino.
Para 2013 volvió a River. En 2017 se fue por primera vez a un equipo de Segunda División, Miramar Misiones. Si bien perdieron en los penales el desempate por el Torneo Clausura, consiguieron el ascenso. La temporada siguiente en Primera no fue buena y volvieron a descender. 
En 2019 Rampla Juniors volvió al fútbol femenino desde la Segunda División. A los 41 años, Laborda decidió volver a su antiguo equipo.
Participó con la selección mayor uruguaya en el primer partido en la historia contra Argentina, donde convirtió el único gol en la derrota 3-1. Jugó en la Copa América de 2003 y 2006. En la de 2006 convirtió el único gol del partido contra Ecuador, clasificando así a Uruguay por primera y hasta 2020 única vez a la segunda fase.
Además de su participación en fútbol 11, también ha tenido una extensa carrera en futsal.

## Estadísticas
| Club                       | Div. | Temporada | Liga  | Liga  | Liga      |
| Club                       | Div. | Temporada | Part. | Goles | Resultado |
| -------------------------- | ---- | --------- | ----- | ----- | --------- |
| River · Uruguay            | 1.ª  | 2015      | 4     | 3     | 3º        |
| River · Uruguay            | 1.ª  | 2016      | 9     | 3     | 4º        |
| Miramar Misiones · Uruguay | 2.ª  | 2017      | 23    | 9     |           |
| Miramar Misiones · Uruguay | 1.ª  | 2018      | 4     | 0     | 9º        |
| Rampla Juniors · Uruguay   | 2.ª  | 2019      | 12    | 14    | 9º        |